# Ceratopsyche testaceus
Ceratopsyche testaceus är en nattsländeart som först beskrevs av Luisa Eugenia Navas 1933.  Ceratopsyche testaceus ingår i släktet Ceratopsyche och familjen ryssjenattsländor. Inga underarter finns listade i Catalogue of Life.